# 협상의 기술
《협상의 기술》은 2025년 3월 8일부터 2025년 4월 13일까지 방송된 JTBC 토일 드라마다.

## 기획 의도
기업 간의 인수 합병 이야기를 그린 드라마

## 제작진

### 제작사
- SLL
- 비에이엔터테인먼트
- 드라마하우스 스튜디오

### 제작
- 장원석
- 김건홍
- 서영희

### 극본
- 이승영

### 연출
- 안판석 : MBC 어린이 드라마 《댕기동자》(조연출), MBC 신년 특집 드라마 《내친구 천사》(조연출), MBC 주말 드라마 《고개숙인 남자》(조연출), MBC TV 《MBC 베스트극장 - 이종범 아저씨께》(연출), MBC TV 《MBC 베스트극장 - 녹천에는 그가 산다》(연출), MBC TV 《MBC 베스트극장 - 엄마는 그 남자를 사랑했을까》(연출), MBC TV 《MBC 베스트극장 - 2호선 플랫폼에서》(연출), MBC 주말 드라마 《예스터데이》(연출), MBC 일요 아침 드라마 《짝》(공동 연출), MBC TV 《MBC 베스트극장 - 지하철 치한에 관한 보고서》(연출), MBC TV 《MBC 베스트극장 - 왕과 나》(연출), MBC TV 《MBC 베스트극장 - 내 짝꿍 박순정》(연출), MBC 수목 드라마 《적과의 동거 - 곰과 여우》(공동 연출), MBC 주말 드라마 《장미와 콩나물》(공동 연출), MBC 일요 아침 드라마 《눈으로 말해요》(기획, 연출), MBC 월화 드라마 《아줌마》(공동 연출), MBC 월화 드라마 《현정아 사랑해》(공동 연출), SBS 일일 드라마 《흥부네 박터졌네》(연출), 영화 《국경의 남쪽》(감독, 각색), MBC 주말 특별 기획 드라마 《하얀거탑》(연출), JTBC 수목 드라마 《아내의 자격》(연출), JTBC 주말 특별 기획 드라마 《세계의 끝》(연출), JTBC 월화 드라마 《밀회》(연출), SBS 월화 드라마 《풍문으로 들었소》(연출), JTBC 금토 드라마 《밥 잘 사주는 예쁜 누나》(연출), MBC 수목 드라마 《봄밤》(연출), tvN 토일 드라마 《졸업》(연출) 연출

## 등장 인물

### 산인 그룹

#### M%A 팀
- 이제훈 : 윤주노 역 - M&A 팀 팀장, 전설의 협상가.
- 김대명 : 오순영 역 - M&A 팀 변호사, 협상 전문 변호사.
- 안현호 : 곽민정 역 - M&A 팀 과장
- 차강윤 : 최진수 역 - M&A 팀 인턴, M&A 팀의 막내. 요즘 애들.

#### 수뇌부
- 성동일 : 송재식 역 - 산인그룹 회장
- 장현성 : 하태수 역 - 산인그룹 전략기획실장 CFO, 그룹 2인자.
- 오만석 : 이동준 역 - 산인그룹 대회지원 센터장 CCO, 송회장의 오랜 절친.

#### 하 전무 라인
- 김종태 : 조범수 역 - 인사총무팀 이사 CHO
- 최범호 : 박태호 역 - 건설사업본부장 & 용아E&C 대표, 나름 똑똑한 임원.
- 장호일 : 최동규 역 - 그룹서비스사업본부장 & 산인 기획대표 (1회)
- 윤제문 : 이훈민 역

#### 이 상무 라인
- 김학선 : 김우철 역 - 리테일사업본부장 & 산인리테일 대표
- 정석용 : 오치영 역 - 레저사업본부장 & 산인호텔앤리조트 대표, 성실함 그 자체로 대표 자리까지 올라온 인물.
- 성여진 : 민혜성 역 - 라이프스타일사업본부장 & 산인패션 대표, 여성 임원의 전형.

#### 비서실
- 전석찬 : 박기열 역
- 한도이 : 신지수 역

#### 기타
- 이규성 : 임형섭 역 - 인사팀 대리, 진수의 대학 선배이자, 기획팀 대리.
- 박형수 : 강상배 역 - 유민IB 이사, 산인 그룹의 M&A를 담당하는 주관사의 이사.

### 사모엘 펀드
- 허정도 : 데이비드 역
- 임진효 : 테오[1] 역

### 윤주노 가족
- 홍인 : 윤주석 역 - 주노의 형
- 황은후 : 박안나 역 - 주노의 아내
- 한서희 & 박소은 : 윤오운 역 - 주노의 딸[2]

### 그 외 인물
- 양조아 : 한지은 역
- 이채원 : 지연우 역
- 김영옥 : 서춘년 역
- 한누리 : 제니 역 - 진수의 친구, 게임 전문 컨설턴트
- 장인섭 : 차호진 역
- 사쿠라바 나나미 : 히로세 하루카 역 (6회)
- 아오키 무네타카 : 나이토 센이치역 (6회)
- 권유리 : 송지오 역 (7회 ~ 8회)

### 기타 인물
- 이윤희[3] : 복덕방 주인 역
- 박상종 : 주치의 박원장 역
- 김지민 : 박은채 역
- 최은율 : 하태수의 차녀 역
- 진가은 : 하태수의 장녀 역
- 길해연 : 곽민정의 어머니 역
- 이석형 : 차차게임즈 직원 역
- 박하랑 : 오수연 역
- 김태풍 : 구급대원 역
- 윤슬 : M&A 팀의 일본어 통역관 역
- 송재하 : 김재하 역
- 미우라 마사키 : 요시다 오사무 역
- 이케다 료 : 류 오자키 역
- 양재성 : 노인 2 역 - 이 상무와 바둑을 두는 노인 역
- 장소연 : 정본주 역 - 그린뷰 CC 재무과장, 오순영의 친구
- 김동균 : 산인 그룹 감사팀 팀장 역
- 박혁권 : 고병수 역 - 점보제약 대표
- 이창훈 : 이승수 역
- 서정연 : 은행원 역 - 주가조작 작전 멤버
- 송옥숙 : 오순영의 어머니 역
- 김송일 : 이정음 역 - 산인 건설 부사장
- 이시훈 : 도한철 역
- 미상 : 나이토 아버지 역
- 박종환 : 윤주노를 참고인 조사하던 검사 역
- 박주용 : 오순영의 친구 역
- 임지현 : 정화 역 - 오순영의 친구
- 권수연 : 박문진 역 - 오순영의 친구, 그린뷰 CC 골프장 캐디
- 손종학 : 이형택 역 - 그린뷰 CC 골프장 대표 (10회)
- 김상보 : 한길수 역
- 이지혜 : 오정민 역
- 오륭 : 최성일 역
- 미상 : 변호사 역

### 특별 출연
- 김창완 : 박래경[4] 역 (5회)
- 이성재 : 장원석 역 - 윤주노의 선배 (2회, 6회, 9회 ~ 12회)

## 시청률
최저 시청률과 최고 시청률은 시청률 조사회사와 지역별로 시청률에 차이가 있을 수 있습니다.
| 2025년 | 2025년   | 2025년         | 2025년       |
| 회차   | 방송일   | AGB 시청률     | AGB 시청률   |
| 회차   | 방송일   | 대한민국(전국) | 서울(수도권) |
| ------ | -------- | -------------- | ------------ |
| 제1회  | 3월 8일  | 3.300%         | 3.586%       |
| 제2회  | 3월 9일  | 6.068%         | 6.349%       |
| 제3회  | 3월 15일 | 5.783%         | 5.535%       |
| 제4회  | 3월 16일 | 7.121%         | 7.298%       |
| 제5회  | 3월 22일 | 6.459%         | 6.398%       |
| 제6회  | 3월 23일 | 7.982%         | 8.320%       |
| 제7회  | 3월 29일 | 6.185%         | 6.171%       |
| 제8회  | 3월 30일 | 8.079%         | 8.758%       |
| 제9회  | 4월 5일  | 6.933%         | 7.064%       |
| 제10회 | 4월 6일  | 8.805%         | 9.545%       |
| 제11회 | 4월 12일 | 7.182%         | 8.030%       |
| 제12회 | 4월 13일 | 10.315%        | 11.298%      |

## 참고 사항
- 전체 회차 중 5회와 6회는 일본 시즈오카에서 촬영했다.

- 성동일과 장현성은... tvN 주말 미니시리즈 《라이브》 에 이어서 다시 한번 재회하게 되는 작품의 계기가 되었다.

- 동명의 책이 도널드 트럼프의 베스트셀러이다.

- 토, 일 모두 오후 10시 30분부터 방영하다가 4월 5일부터 토요일 방송 시간이 10분 미뤄진 오후 10시 40분으로 변경되었다.

- 드라마 자막 서비스를 시작한다.

## 같이 보기
- 대한민국의 텔레비전 드라마 목록 (ㅎ)
- 2025년 대한민국의 텔레비전 드라마 목록